# Gézaincourt
Gézaincourt település Franciaországban, Somme megyében. Lakosainak száma 399 fő (2022. január 1.). Gézaincourt Hem-Hardinval, Beauval, Candas, Doullens és Longuevillette községekkel határos.

## Népesség
A település népességének változása:
| Lakosok száma | 404  | 415  | 425  | 428  | 418  | 409  | 399  | 398  | 399  |
|               | 2013 | 2015 | 2016 | 2017 | 2018 | 2019 | 2020 | 2021 | 2022 |